# Hidroxilación de Upjohn
La hidroxilación de Upjohn es una reacción orgánica en la que se convierte a un alqueno en un diol vecinal cis con el uso de tetróxido de osmio; fue desarrollada por V. VanRheenen, R. C. Kelly y D. Y. Cha, de la compañía Upjohn (Upjohn Company), USA en 1976. Esta reacción tiene un sistema catalítico que utiliza  N-óxido-N-metilmorfolina (NMO) como reoxidante estequiométrico del OsO4. 
Antes de este método, el uso de cantidades estequiométricas de tetróxido de osmio (tóxico y costoso) era necesario en la mayoría de las ocasiones. La dihidroxilación de Upjohn sigue siendo de uso frecuente para la formación de'dioles vecinales cis; sin embargo, la reacción puede ser lenta y es propensa a un exceso de oxidación del sustrato para dar una dicetona vecinal. Una de las peculiaridades de la dihidroxilación de olefinas es que la método "racémico" estándar es más lenta y que a menudo produce menor rendimiento que el método asimétrico (dihidroxilación asimétrica de Sharpless)

## Mejoras
En respuesta a estas problemáticas, Stuart Warren y colaboradores emplearon condiciones de reacción idénticas a la dihidroxilación asimétrica de Sharpless, reemplazándose los ligandos quirales con un reactivo aquiral (quinuclidina)) para dar una mezcla racémica.  Esta aproximación tiene la ventaja que cuando se utilizan ligandos alcaloides de Sharpless, la dihidroxilación es más rápida y con mejores rendimientos que si no los tuviera. Este fenómeno se llegó a conocer como catálisis acelerada del ligando; éste es un término acuñado por Barry Sharpless durante el desarrollo de su reacción asimétrica.